# Langensendelbach

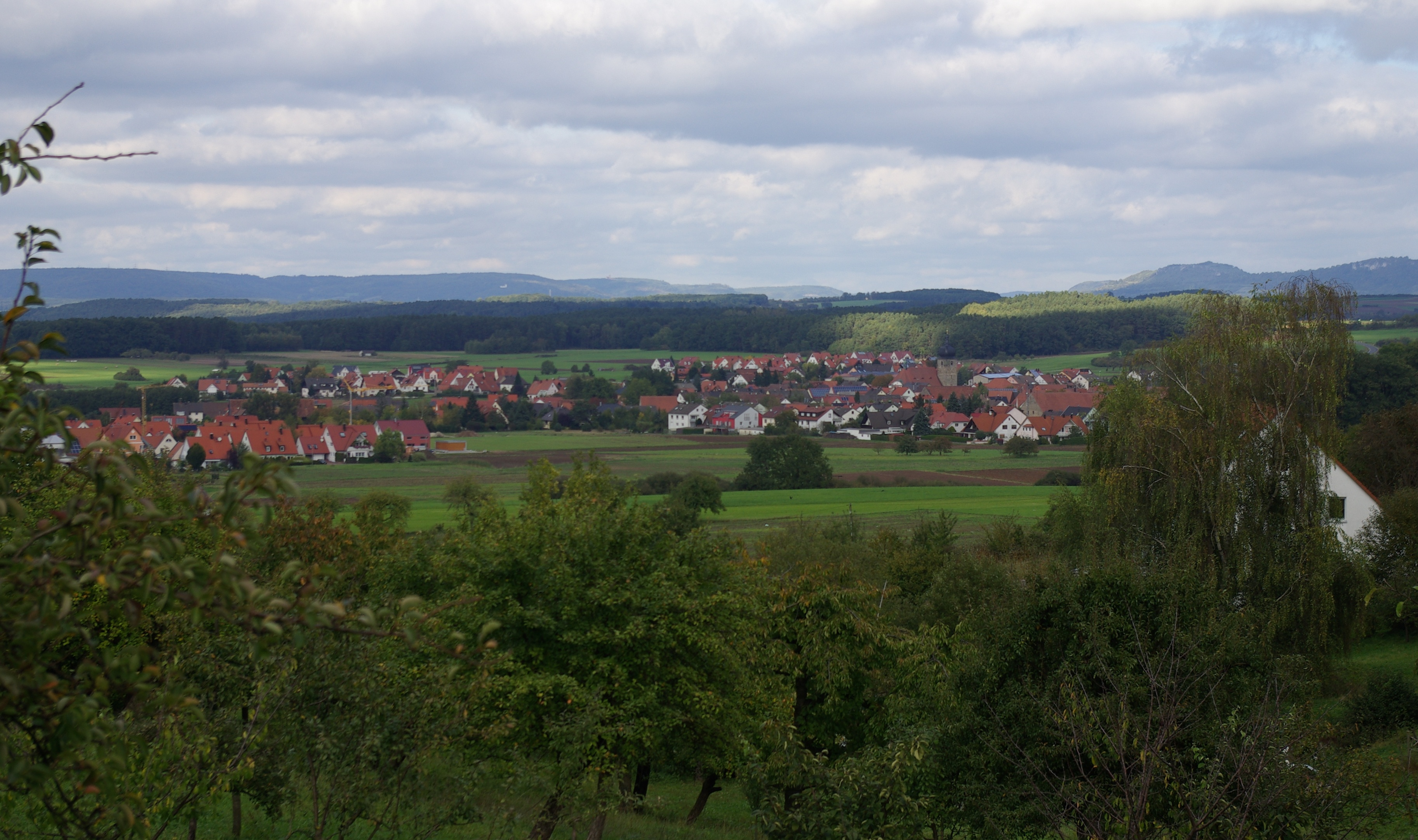
Blick von Adlitz (Gemeinde Marloffstein) nach Langensendelbach, 2011

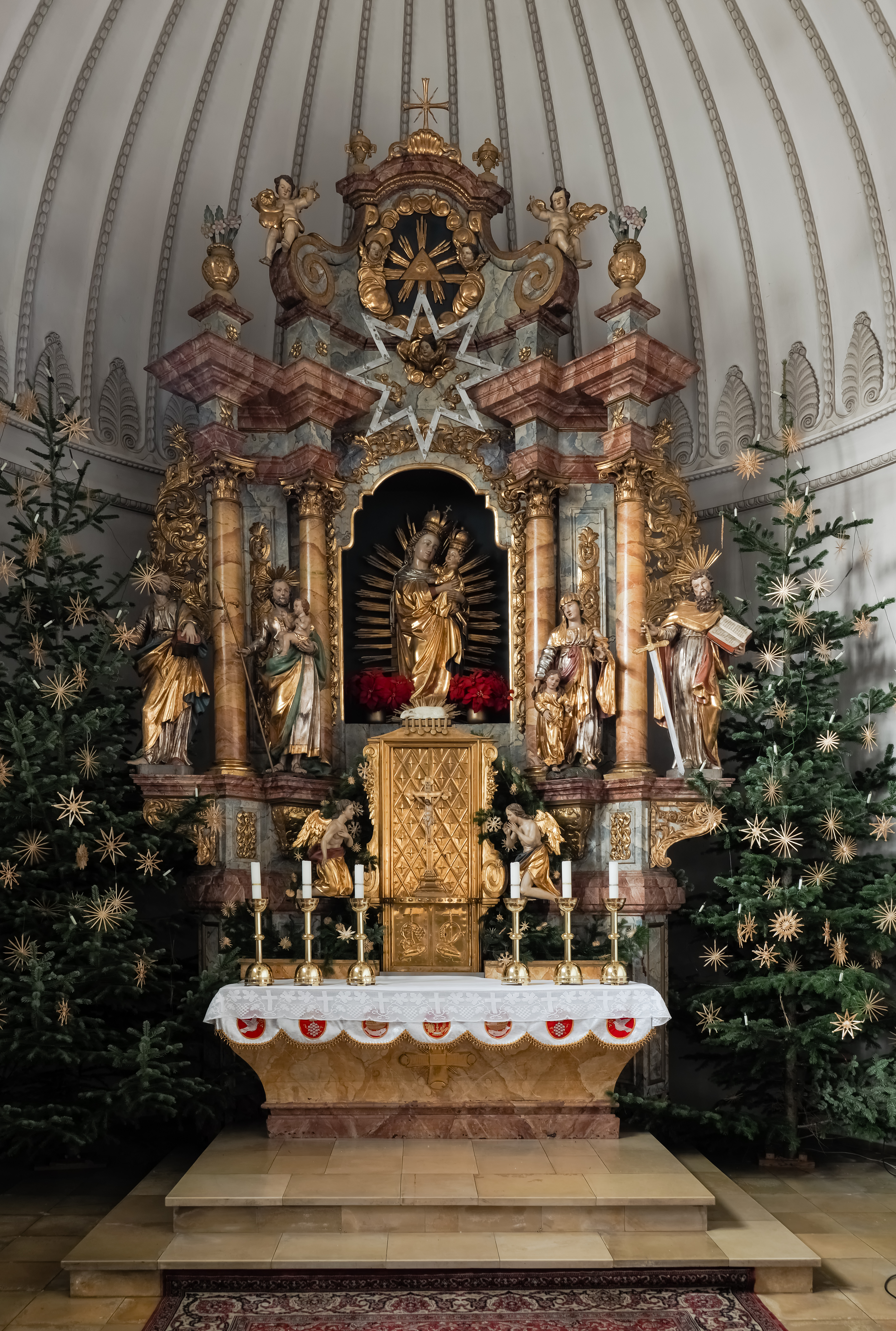
Barocker Hochaltar der Pfarrkirche

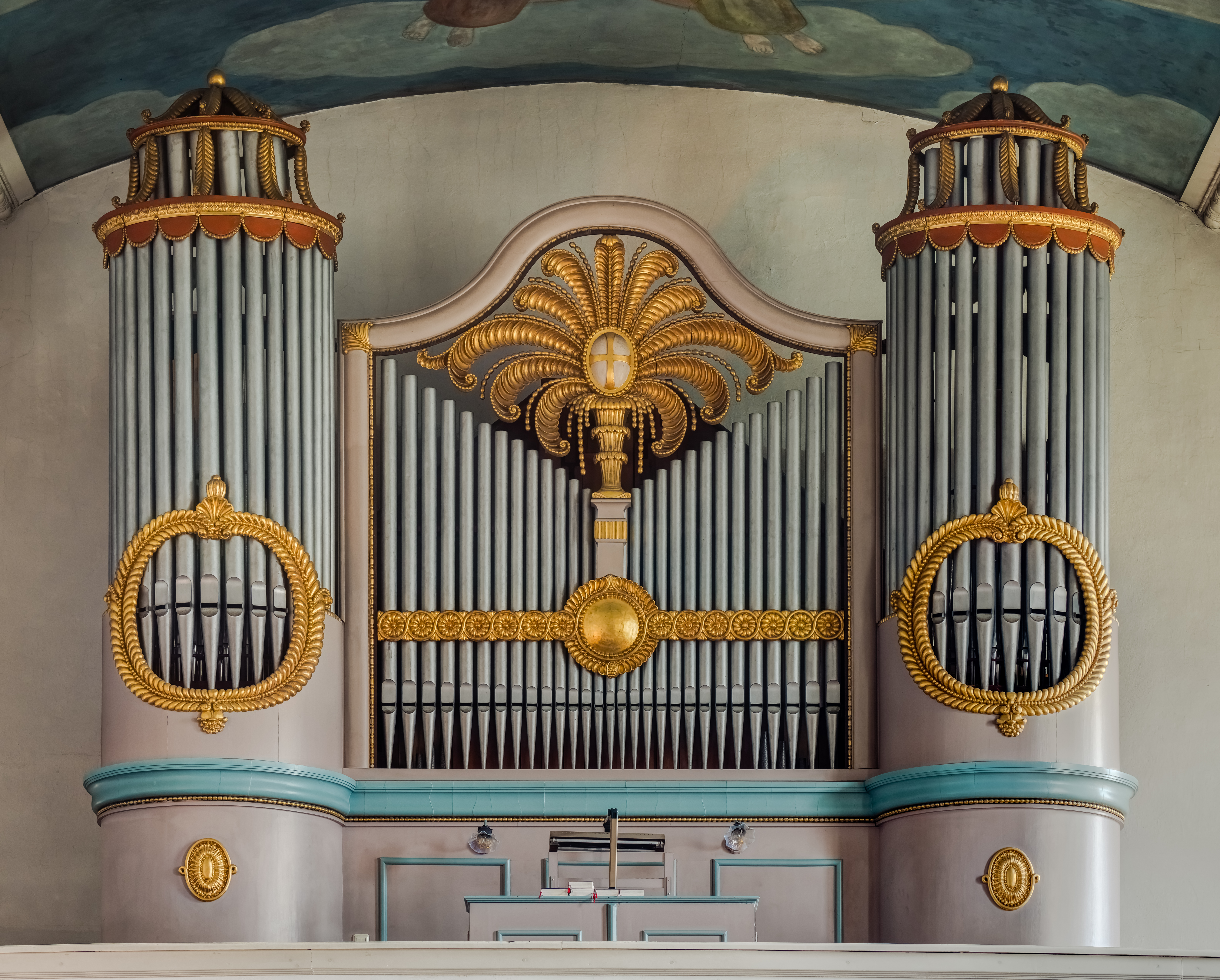
Steinmeyer-Orgel

Langensendelbach ist eine Gemeinde im Landkreis Forchheim (Regierungsbezirk Oberfranken).

## Geographie

### Geographische Lage
Langensendelbach liegt etwa neun Kilometer südlich von Forchheim und sieben Kilometer nördlich von Erlangen.

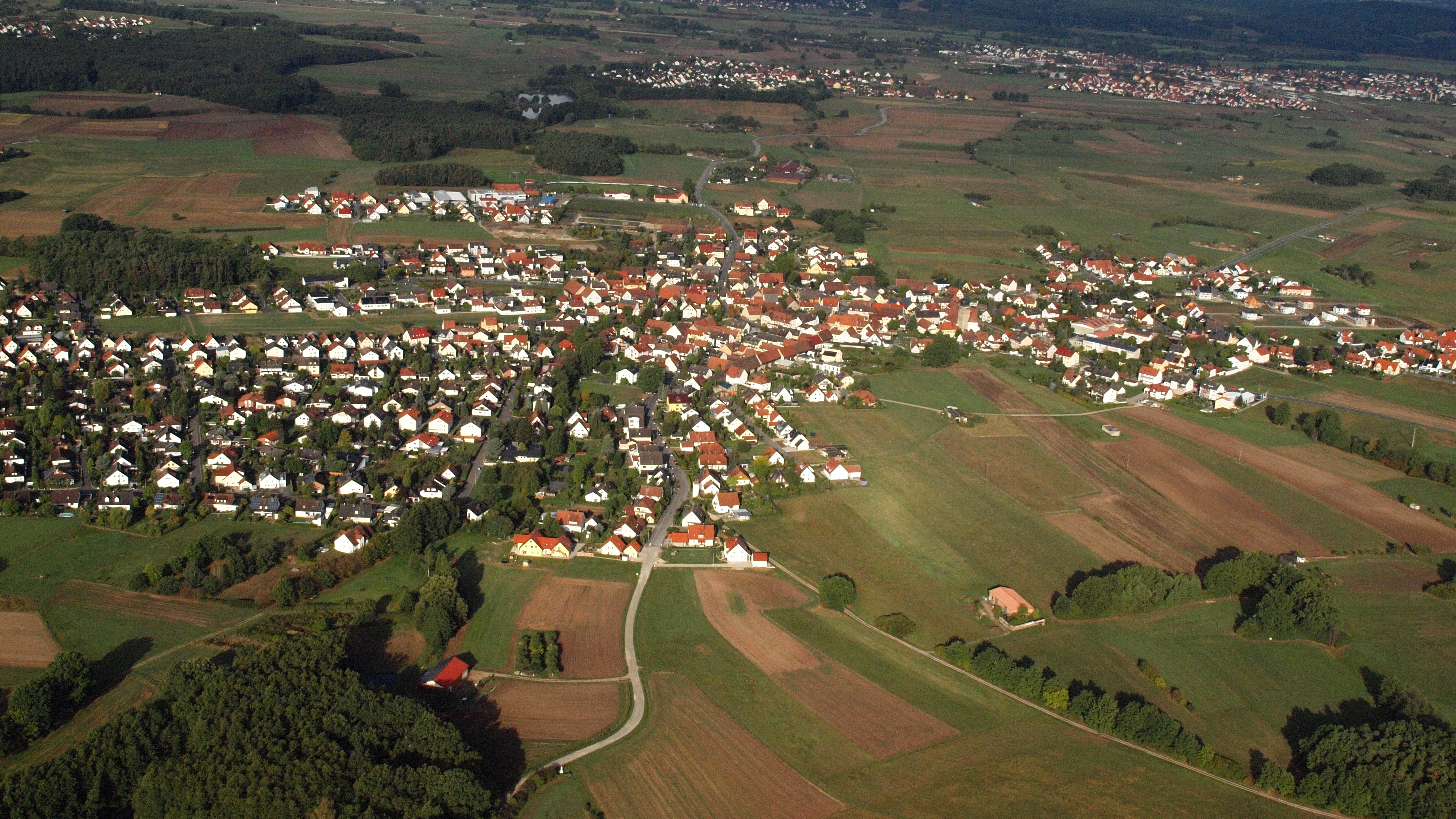
Langensendelbach, Luftaufnahme (2015)

### Gemeindegliederung
Die Gemeinde Langensendelbach hat 2 Gemeindeteile (in Klammern ist der Siedlungstyp und die Einwohnerzahl, Stand 31. Dezember 2021, angegeben):
- Langensendelbach (Kirchdorf, 2119)
- Bräuningshof (Pfarrdorf, 1004)

Es gibt nur die Gemarkung Langensendelbach.

### Nachbargemeinden
Nachbargemeinden sind Marloffstein im Süden, Neunkirchen am Brand im Südosten, Hetzles im Osten, Effeltrich im Nordosten, Poxdorf im Norden, Baiersdorf im Westen und Bubenreuth im Südwesten.

## Geschichte

### Bis zum 19. Jahrhundert
Langensendelbach gehörte zu den 14 Orten, die 1007 durch Heinrich II. zum Bistum Bamberg kamen. In einer Urkunde vom 13. Juli 1062 wurde Langensendelbach als Schenkung an das Bistum Bamberg erstmals namentlich erwähnt. Das Augustinerkloster in Neunkirchen am Brand war bis 1709 Pfarrort für die Gemeinde. Ab 1500 lag die Ortschaft im Fränkischen Reichskreis. Die Zugehörigkeit zum Hochstift Bamberg endete mit der Säkularisation 1803. Der Ort gehört seit dieser Zeit zu Bayern.

### 20. und 21. Jahrhundert
Am 11. April 1979 stürzte ein Phantom-Kampfflugzeug der Bundeswehr in Bräuningshof ab. Die Besatzung und ein Einwohner starben. Zwei weitere wurden schwer verletzt.

### Ausgliederungen
Am 1. Mai 1978 wurden Gebietsteile mit mehr als 600 Einwohnern (Igelsdorf) an die Stadt Baiersdorf im Landkreis Erlangen-Höchstadt abgetreten.

## Politik

### Gemeinderat
Der Gemeinderat von Langensendelbach besteht aus 16 Mitgliedern (ohne den Ersten Bürgermeister). Bis zur Wahlperiode 2014–2020 waren es noch 14 Mitglieder.
|      | SPD | CSU | UWG Bräuningshof | Freie Wähler Bürgergemeinschaft | Junge Bürger | Junge Wähler | Gesamt   |
| 2020 | 3 * | 4   | 5                | 4                               | -            | -            | 16 Sitze |
| 2014 | 3   | 3   | 4                | 3                               | 1            | -            | 14 Sitze |
| 2008 | 4   | 4   | 3                | 2                               | 1            | -            | 14 Sitze |
| 2002 | 5   | 3   | 3                | 2                               | -            | 1            | 14 Sitze |

(Stand: Kommunalwahl im März 2020)

### Bürgermeister
Bürgermeister ist seit 2014 Oswald Siebenhaar (UWB). Sein Vorgänger war Wolfgang Fees (SPD).

### Wappen
| DEU Langensendelbach COA.svg | Blasonierung: „In Rot schräg gekreuzt ein goldener Schlüssel und ein gestürztes goldenes Schwert, darüber eine silberne Blüte, darunter ein wachsender goldener Abtstab.“ |
| DEU Langensendelbach COA.svg | Wappenbegründung: Die heraldische Blüte stellt eine Kirschblüte dar, die auf die Lage des Ortes in einem großen Obst- und Gemüseanbaugebiet hinweist. Hier wachsen vor allem Kirschen, Erdbeeren und Meerrettich. Der Abtstab verweist auf die enge Beziehung des Ortes zum Augustinerkloster in Neunkirchen am Brand, das bis 1709 Pfarrort für die Gemeinde war. Schlüssel und Schwert sind die Attribute der Heiligen Peter und Paul, der beiden Kirchenpatrone. Die Farben Rot und Silber sind die Bamberger Farben und erinnern an die lange Zugehörigkeit zum Bistum Bamberg. Langensendelbach gehörte zu den 14 Orten, die im Jahr 1007 an das von Heinrich II. gegründete Bistum Bamberg kamen. Die Gemeinde Langensendelbach führt das Wappen seit 1975. |

## Bauwerke
Schon vom Pass Marloffstein aus ist die Pfarrkirche St. Peter und Paul der katholischen Kirchengemeinde zu sehen. Sie wurde von 1913 bis 1915 im Jugendstil erbaut und enthält barocke Ausstattungsstücke aus der Vorgängerkirche (Altäre, Kanzel). Der ehemalige Chorturm der Vorgängerkirche wurde beibehalten und bildet das Wahrzeichen von Langensendelbach.

## Verkehr
Langensendelbach liegt im Verkehrsverbund Großraum Nürnberg. Der nächste Bahnhof liegt etwa drei Kilometer entfernt in Baiersdorf bzw. in Bubenreuth an der Bahnstrecke Nürnberg–Bamberg. Nach Baiersdorf fahren die Buslinien 256 und 208 des Omnibusverkehrs Franken (OVF). Die Buslinie 208 fährt zudem nach Erlangen. Nachts und am Wochenende verkehrt im Kreisgebiet ein Anrufsammeltaxi.
Die nächsten Autobahnanschlussstellen sind Baiersdorf-Nord und Möhrendorf an der A 73 Nürnberg–Bamberg.

## Persönlichkeiten

### Söhne und Töchter der Gemeinde
- Georg Bayer (1920–2007), Vizepräsident der Bundesvereinigung Deutscher Musikverbände

### Personen mit Bezug zu Langensendelbach
- Hans-Adolf Hedemann (1920–1990), Geologe und Hochschullehrer, starb in Langensendelbach
- Karl Friedrich Sinner (1946–2017), Forstdirektor, starb in Langensendelbach